# Guanajay
Guanajay ist eine Stadt und ein Municipio in der kubanischen Provinz Artemisa. Bis 2010 gehörte das Municipio zur aufgelösten Provinz La Habana.
Die Stadt liegt westlich von Caimito und östlich von Mariel. Die Siedlung wurde im Jahr 1781 offiziell gegründet.
Das Municipio zählt 28.429 Einwohner auf einer Fläche von 113 km², was einer Bevölkerungsdichte von 251,6 Einwohnern je Quadratkilometer entspricht. Die Gegend ist landwirtschaftlich geprägt, es werden Zuckerrohr und Tabak angebaut.
Das Municipio ist in sieben Stadtteile (Barrios) unterteilt: Cabriales, Chacón, Jobo, Norte, San José, Santa Ana und Sur. Das Municipio gehörte bis nach der kubanischen Revolution zur Provinz Pinar del Río.

## Söhne und Töchter der Stadt
- María Teresa Vera (1895–1965), Singer-Songwriterin, Gitarristin und Komponistin